# Raghuva ennedica
Raghuva ennedica är en fjärilsart som beskrevs av Claude Herbulot och Pierre E.L. Viette 1952. Raghuva ennedica ingår i släktet Raghuva och familjen nattflyn. Inga underarter finns listade.